# Liolaemus gravenhorstii
Espèce
Synonymes
- Leiodera gravenhorstii Gray, 1845
- Proctotretus stantoni Girard, 1855
- Liolaemus stantoni (Girard, 1855)

Statut de conservation UICN

 EN  : En danger
Liolaemus gravenhorstii est une espèce de sauriens de la famille des Liolaemidae.

## Répartition
Cette espèce se rencontre :
- en Argentine dans les provinces de Mendoza et de San Juan ;
- dans le centre du Chili.

## Description
C'est un saurien vivipare.

## Étymologie
Cette espèce est nommée en l'honneur de Johann Ludwig Christian Carl Gravenhorst.

## Publication originale
- Gray, 1845 : Catalogue of the specimens of lizards in the collection of the British Museum, p. 1-289 (texte intégral).